# 평창 상원사 목조문수보살좌상 복장유물
평창 상원사 목조문수보살좌상 복장유물(平昌 上院寺 木造文殊菩薩坐像 腹藏遺物)은 대한민국 강원특별자치도 평창군 진부면 오대에 있는 조선시대의 평창 상원사 목조문수보살좌상 복장유물이다. 2015년 11월 6일 강원특별자치도의 문화재자료 제170호로 지정되었다.

## 개요
상원사 목조문수보살좌상과 복장유물 중 후령통, 발원문 9건, 묘법연화경 권6, 금강반야바라밀경 1첩은 2014년 보물로 지정되었다. 문화재자료로 지정한 복장물은 보물로 지정된 상원사 목조문수보살좌상 복장물과 함께 발견된 것으로 문수보살좌상의 조성 연대(1661년)로 미루어 보아 전적의 경우는 임란 이전의 판본이 많고, 필사 역시 1661년 불상 조성 당시의 것으로 조선시대의 불복장(佛腹藏) 매납방법 연구와 인쇄문화를 살펴볼 수 있는 중요한 유물이다.

## 지정 사유
보물 제1811호로 지정된 상원사 목조문수보살좌상의 복장유물로 제작시기가 이르고 종류가 다양하여, 조선시대의 불복장(佛腹藏) 매납방법 연구와 복장유물을 통해 인쇄문화를 살펴볼 수 있는 등 불교미술사ㆍ서지학 연구 등 학술적 자료로서 중요한 가치를 지니고 있다는 점에서 지정 보존가치가 있다.

## 세부 내역
| 연번 | 명칭                       | 수량   |
| ---- | -------------------------- | ------ |
| 1    | 白紙墨書廣百論釋論 卷5     | 1권1축 |
| 2    | 禮念彌陀道場懺法 卷7~10    | 4권1책 |
| 3    | 六經合部                   | 1책    |
| 4    | 藥師琉璃光如來本願功德經   | 1책    |
| 5    | 妙法蓮華經 卷4~7           | 4권1책 |
| 6    | 妙法蓮華經 卷4~7           | 4권1책 |
| 7    | 妙法蓮華經 卷3~4ㆍ卷6~7    | 4권2책 |
| 8    | 妙法蓮華經 卷1~7           | 14책   |
| 9    | 妙法蓮華經 卷1             | 3책    |
| 10   | 妙法蓮華經 卷5~6           | 2권1책 |
| 11   | 陀羅尼啓請                 | 1매    |
| 12   | 南無常住一体三種三寶       | 1매    |
| 13   | 佛說阿彌本心微妙眞言       | 1매    |
| 14   | 眞言                       | 1매    |
| 15   | 觀世音菩薩姥陀羅尼         | 1매    |
| 16   | 佛說十二摩訶般若婆羅密多經 | 2매    |
| 17   | 佛說十二摩訶經             | 2매    |
| 18   | 佛說阿彌陀本心微妙眞言     | 1매    |
| 19   | 阿彌陀本心微妙眞言         | 9매    |
| 20   | 須彌山宇宙論文字曼陀羅     | 48매   |
| 21   | 티베트文陀羅尼             | 7매    |
| 21종 |                            |        |

## 같이 보기
- 평창 상원사 목조문수보살좌상 및 복장유물 - 보물 제1811호
- 평창 상원사 목조문수보살좌상 복장전적 - 보물 제1812호

## 참고 자료
- 평창 상원사 목조문수보살좌상 복장유물 - 국가유산청 국가유산포털